# Новая машина Майка
«Новая машина Майка» (англ. Mike’s New Car) — короткометражный мультфильм студии Pixar с участием главных героев мультфильма «Корпорация монстров» Салли и Майка. Это первый короткометражный фильм, в котором Pixar использовал диалог и взял персонажей и ситуации из ранее созданных работ.
Изначально короткометражка задумывалась как одна из сцен мультфильма «Корпорация монстров», но в итоге была заменена на альтернативную.

## Сюжет
Майк купил новую машину с приводом 6×6 и похвалился ею перед Салли. Вначале Салли играет с ультра-регулируемыми сиденьями, пока Майк не прикрикивает на него, требуя остановиться. Машина начинает подавать сигнал, что ремни безопасности не застёгнуты. При попытке застегнуть заклинивший ремень безопасности Майк случайно запирает себя снаружи. Он требует Салли нажать кнопку. Запутавшись во многочисленных кнопках, Салли случайно открывает капот машины. Майк пытается закрыть капот и проваливается внутрь машины. Салли открывает капот ещё раз, и Майку удаётся выбраться. Майк возвращается в машину, и, когда он застёгивает ремень, вдруг запускаются дворники. Запрещая Салли трогать панель управления, Майк нажимает какую-то кнопку, и в машине наступает хаос. Через череду неприятностей Майку удаётся всё остановить поворотом ключа зажигания. Салли поправляет зеркало заднего вида и случайно ломает его. Майк требует Салли выйти из машины, затем по неожиданности резко срывается с места и тут же разбивается. Салли удивляется отсутствию подушек безопасности, которые тут же срабатывают, отбросив Майка. Салли ловит Майка в воздухе, а тот оплакивает свою старую машину.

## Роли озвучивали
- Билли Кристал — Майкл Вазовски
- Джон Гудмен — Джеймс Пи Салливан

## Награды
Мультфильм был номинирован на премию «Оскар» (2003) в категории: «Лучший анимационный короткометражный фильм».